# Harley Quin
Harley Quin è un personaggio protagonista dei gialli di Agatha Christie; è uno dei detective "fissi" meno conosciuti delle sue storie assieme al suo compagno d'avventure Satterthwaite e con Parker Pyne.
È protagonista, assieme a Satterthwaite, della raccolta di racconti Il misterioso signor Quin, del racconto Gli investigatori dell'amore della raccolta Tre topolini ciechi e altre storie e del racconto Il servizio da tè arlecchino.
Il suo compito è quello di risvegliare le capacità deduttive che Satterthwaite ha in potenza e/o a far agire gli altri personaggi.
È un personaggio fantasmatico, irreale, inusuale, legato alla maschera di Arlecchino nel nome (come rimarca la stessa Christie nei racconti), ma con un carattere ed un agire completamente diverso.

## Descrizione del personaggio
Di lui si sa pochissimo: non dove viva, come viva: infatti è a metà strada fra la persona in carne ed ossa e figure metafisiche come i fantasmi.
Per quanto riguarda l'aspetto fisico si sa solo che è alto, bruno, magro e olivastro. Spesso sulla sua persona si formano strani giochi di luce (che lo rendono simile alla maschera di Arlecchino, che ricorda anche nel nome), come quello descritto nel racconto È arrivato il signor Quin:

## Raccolte di racconti
Raccolta di racconti interamente dedicata:
- Il misterioso signor Quin

Raccolta di racconti condivisa (con Hercule Poirot, Miss Marple e i personaggi dei Tre topolini ciechi):
- Tre topolini ciechi e altre storie, il racconto che riguarda Harley Quin è:                              Gli investigatori dell'amore

Il racconto The Harlequin Tea Set nella raccolta omonima pubblicata postuma.